# Ximon Peres
Ximon Peres (hebreu: שִׁמְעוֹן פֶּרֶס), nascut Szymon Persky (Víxnieva, Polònia, 2 d'agost de 1923 - Tel-Aviv, Israel, 28 de setembre de 2016), fou un polític i estadista israelià, dues vegades Primer Ministre d'Israel (1984-1986 i 1995-1996). Fou guardonat amb el Premi Nobel de la Pau, conjuntament amb Yitshaq Rabín i Iàssir Arafat, l'any 1994. Fou, a més el president de l'Estat d'Israel de 2007 a 2014.

## Joventut
Nasqué el 2 d'agost de 1923, amb el nom de Szymon Persky, a la població de Wiszniew, en aquells moments situada a Polònia (actualment anomenada Víxnieva, forma part de Belarús), fill d'una família jueva laica, de classe mitjana. El seu pare, Isaac ("Guetzl") Persky, era un empresari de posició acomodada, absent durant llargues temporades de casa seva, que mantingué una relació freda i distant amb el seu fill mentre la seva mare, Sara Meltzer, professora de llengua russa i bibliotecària voluntària en el seu temps lliure, fins i tot sobreprotegia el petit Ximon. De petit, Peres fou un nen tímid i solitari, amant dels llibres i atret pels ritus religiosos hebreus; motiu d'orgull dels seus mestres i la seva mare, que li proveïa constantment de material de lectura.
Les idees sionistes dels seus pares, molt populars entre els jueus d'aquell moment, es van sumar a l'onada d'antisemitisme que va assolar l'Europa Oriental de l'època, i que van acabar per causar la ruïna de la família a causa de les càrregues i confiscacions imposades als jueus. Per tot això, el pare va viatjar el 1932 a Palestina, en aquell temps sota domini britànic, per preparar l'emigració de tota la família, que es va concretar finalment l'any 1935. La resta de la família, entre ells els avis materns de Ximon, oncles i altres, que van decidir quedar-se, van córrer pitjor sort: pocs anys més tard, a l'arribada dels nazis al llogaret, van ser fets presoners al costat de la resta dels jueus a la sinagoga local, i cremats vius.

## Adolescència a Palestina
A la seva arribada a Palestina, a l'edat de 13 anys, Ximon Peres va començar a cursar els seus estudis secundaris al col·legi Gueülà de Tel-Aviv, i posteriorment, va anar a viure i estudiar a l'internat agrícola de Ben Xemen. El 1940, amb 17 anys, va participar en el grup fundacional del quibuts Alumot, a les proximitats del Llac de Tiberíades.

## Activitat política
Les seves conviccions sionistes i socialistes el van dur a integrar-se molt jove al partit d'esquerres Mapai, cap al 1946.
Peres fou membre de la Haganà, una organització armada clandestina que va lluitar per la formació d'un Estat jueu en territori palestí, objectiu que es va fer realitat amb la independència d'Israel l'any 1948. Més tard, Peres va ser membre de la Knesset i va començar a ocupar càrrecs polítics sota la protecció de David Ben-Gurion exercint de viceministre de Defensa entre 1959 i 1965, des d'on va col·laborar amb la creació del Centre de Recerca Nuclear del Nègueb a Dimona. Peres va acompanyar Ben-Gurion -i a Moixé Dayan— quan es van escindir del Mapai l'any 1965, fundant el partit Rafi.

Ximon Peres amb Donald Rumsfeld

L'esclat de la Guerra dels Sis Dies el 1967 va unificar Mapai, Ahdut ha-Avodà i Rafi en el Partit Laborista Israelià, erigint-se Peres en el líder de la seva ala moderada. Però també va aprendre l'art de la informació i les relacions internacionals, esdevenint en els governs de Golda Meïr com a ministre d'Absorció d'Immigrants el 1969, ministre de Transports i Comunicacions de 1970 a 1974, ministre d'Informació el 1974, i després de la dimissió de Golda Meïr arrel de les protestes per la guerra del Yom Kippur, ministre de Defensa en el govern de Yitshaq Rabín càrrec que el va projectar fins a la presidència del govern en funcions després de la dimissió de Rabín el 1977 en revelar-se que tenia comptes bancaris il·legals als Estats Units. Peres va perdre les eleccions d'aquell any enfront de la coalició dretana Likkud, cedint el poder a Menahem Begin; va perdre de nou a les les eleccions de 1981, amb un partit dividit per les disputes entre Peres i Rabín.
El primer ministre Yitshaq Xamir va perdre les eleccions legislatives d'Israel de 1984 davant Peres. Peres i Shamir van signar un acord de gran coalició on Peres es va convertir en primer ministre mentre que Shamir va romandre ministre d'Afers Exteriors fins al 1986, quan Peres i Shamir van intercanviar els càrrecs.
Peres es va anar significant cada vegada més com partidari d'una pau negociada entre Israel i els àrabs, que inclogués concessions als palestins; tals postures van acabar per trencar la coalició de govern el 1990. Els laboristes van recuperar el poder en solitari en guanyar les eleccions de 1992, però amb Rabín com a màxim líder, donant-li suport Peres des d'un segon pla.
En el nou govern de Rabín, Peres ocupà el Ministeri d'Afers exteriors impulsant l'obertura de converses de pau amb els països àrabs i amb l'OAP de Iàssir Arafat entre 1993 i 1994. Aquest últim any fou guardonat amb el Premi Nobel de la Pau al costat de Rabbín i Arafat. Després de l'assassinat de Rabín al final d'una manifestació en suport dels Acords d'Oslo, Ximon Peres com a successor temporal de Rabín va decidir convocar eleccions anticipades per tal de donar al govern un mandat per avançar en el procés de pau. Netanyahu va ser el candidat del Likkud a primer ministre a les eleccions legislatives israelianes de 1996 que van tenir lloc el 29 de maig i van ser les primeres eleccions israelianes en què els israelians van triar directament el seu primer ministre. La seva arribada al poder significà la ruptura de fet del procés de pau amb els palestins.
A finals de 2006, després de perdre les eleccions internes del nou Partit Laborista, refundat amb el nom de Partit Laborista Israelià, contra Amir Peretz, Peres es retirà d'aquest partit per unir-se a Kadima, partit format unes poques setmanes després per Ariel Xaron al separar-se del Likkud. Va ser el número dos de la llista de Kadima a les eleccions a la Kenésset (Parlament), posició que Xaron li havia promès i que Ehud Olmert li va ratificar en ocupar el lloc de Xaron, després del seu internament per un vessament cerebral.

### President d'Israel
El dia 13 de juny de 2007 fou elegit el 9è President de l'Estat d'Israel, substituint Moixé Qatsav, després que els seus dos oponents, Reuven Rivlin pel Likkud, i Colette Avita, del Partit Laborista Israelià, retiressin la seva candidatura.
El Partit Laborista Israelià, soci de la coalició de govern amb Kadima amenaçà amb fer caure el govern si Olmert dimitia després de les investigacions policials sobre presumpta corrupció durant els seus mandats com a ministre i com a alcalde de Jerusalem i va presentar la seva renúncia a Peres el 21 de setembre de 2008. El 23 de setembre de 2008, Peres va demanar a Tzipi Livni, líder del partit Kadima, que formés un nou govern, però no ho va aconseguir i es va haver de convocar eleccions anticipades.
Novament candidat a la presidència el 10 de juny de 2014, Reuven Rivlin fou elegit president de l'Estat d'Israel per a un mandat de set anys succein el seu antic rival Ximon Peres el 24 de juliol següent.

## Mort
Després de patir un vessament cerebral, Peres va morir després de dues setmanes d'hospitalització al Centre Mèdic Sheba de Tel-Aviv el 28 de setembre de 2016.

## Càrrecs polítics
Entre 2007 i 2014, Ximon Peres fou el President electe de l'Estat d'Israel. Va ocupar nombrosos càrrecs governamentals:
- 1943: Secretari General del moviment juvenil ha-Noar ha-Oved ve-ha-Lomed
- 1948: Responsable de personal i compra d'armes de la Haganà
- 1952: Vice-Director General del Ministeri de Defensa
- 1953-1959: Director General del Ministeri de Defensa
- 1959-fins avui dia: Membre de la Kenésset
- 1959-1965: Vice Ministre de Defensa
- 1969: Ministre d'Absorció i Immigració
- 1970-1974: Ministre de Transport i Comunicació
- 1974-1977 i 1995-1996: Ministre de Defensa
- 1977-1992, 1995-1996 i 2003-2005: Líder del Partit Laborista
- 1978: Vicepresident de la Internacional Socialista
- 1984-1986 i 1995-1996: Primer Ministre
- 1986-1990 i 2004-2005: Vice Primer Ministre
- 1986-1988, 1992-1995, 2001-2003 i 2004-2005: Ministre d'Afers Exteriors
- 1988-1990: Ministre d'Economia
- 1990-1992: President de l'oposició a la Kenésset
- 1999-2001: Ministre de Desenvolupament Regional
- 2006-2007: Ministre de Desenvolupament Regional
- 2007-2014: President de l'Estat d'Israel